# The Born This Way Ball Tour
The Born This Way Ball Tour was de derde concertreeks van Lady Gaga, ter promotie van haar derde studioalbum, Born This Way uit 2011. De tournee bevat honderdtien optredens in Azië, Australië, vanaf augustus in Europa gevolgd door Latijns-Amerika tegen het einde van 2012 en Noord-Amerika in januari 2013.
Deze tournee is de speciale act van Lady Gaga: 'Operation: Kill The Bitch'. Daardoor heeft ze nu een kasteel op haar podium gebracht. Een groot aantal van concerten werd gecancelt wegens het breken van Gaga's heup.

## Achtergrond
Na de release van Judas, de tweede single van Born This Way, zei Lady Gaga in een interview dat ze een tournee plant voor 2012. Ze wou landen in Zuid-Amerika voor het eerst bezoeken zoals Brazilië en ze wou ook nog eens terugkeren naar Mexico. DJ White Shadow zei nadien dat Lady Gaga druk bezig was met de voorbereidingen van The Born This Way Ball en dat ze songs aan het opnemen was voor haar volgende studioalbum. Fernando Garibay zei dat ze aan het album Born This Way werkten en dat de liedjes zeer emotioneel zouden zijn. Daardoor zouden ze een hoog niveau kunnen bereiken om deze liedjes in een nieuwe tournee te gieten.
Het promotiebeeld werd vrijgegeven op 7 februari 2012. Op het promotiebeeld staat Lady Gaga's hoofd tussen de wolken afgebeeld. Onder de wolken staat Lady Gaga in een keyboard-achtige jurk met haar dansers voor de poort van Gaga's kasteel dat in de tournee gebruikt zal worden.
De volgende dag werden de eerste data vrijgegeven. Het gaat om data van het Aziatische deel van de tournee. Op 15 februari worden de data van Oceanië vrijgegeven. In maart worden de data bekendgemaakt voor Europa. Dit deel van de tournee begint in Bulgarije rond midden augustus en eindigt in Spanje rond het begin van oktober. Op 6 augustus worden de data van Zuid-Amerika bekendgemaakt. Het gaat om twee data in Noord-Amerika en vier data in Zuid-Amerika.
Tijdens haar tour in Noord-Amerika veranderde ze de setlist, kleding en decor.
Wegens heupblessure moest Gaga 20 concerten afzeggen in Noord-Amerika.

### Podium
Op 6 februari 2012 postte Lady Gaga een foto op Twitter. De foto ging om het podium van haar jongste tournee. Zo sprak ook van een Monster Pitt (een vijfhoekige catwalk) waar fans die het langste wachtten een plaatsje konden innemen.
Het podium heeft een vorm van een middeleeuws, gotisch kasteel met torens en een lange catwalk in het publiek. Het podium bevatte meer dan 30 ramen en deuren. Deze waren handgeschilderd en achter de ramen en deuren zaten kamers verscholen die tevoorschijn kwamen tijdens de show. Waaronder een kamertje met stoel en een roze kamer met kleerkast en make-up tafeltje. Twee centrale muren konden opengedraaid worden zodat het tweede deel van het kasteel zichtbaar werd. Ook de poort in het midden draaide 180°. Ook trappen en liften waren aanwezig. Vanaf 13 mei werd een toren weggehaald waardoor het podium wat kleiner werd. Ook de monsterpit kon veranderen van vorm tijdens de tournee. Wanneer ze optrad in stadions was de pitt groter en in arena's kleiner.

### Zuid-Korea
Sommige Zuid-Koreanen zeiden dat het concert van Lady Gaga een andere cultuur promoot waar de christenen niet bij kunnen. Vele christenen vonden dat het concert de jongeren konden "besmetten". Er werden grote diensten gehouden in de kerk om het concert dan toch niet laten door te gaan. Rev Yoon Jung-hoon, het hoofd van de groepen, riep uit om het concert zo veel mogelijk te boycotten als bestrijding van die cultuur dat het concert te bieden heeft. De groepen deelde folders uit met daarop de zin: "We moeten Lady Gaga zegenen en helpen omdat ze een gewonde ziel heeft". Ze zeiden ook dat het Lady Gaga zelf niet is dat slecht is maar haar geest dat beschadigd is. Door de vele protesten paste Korea Media Rating Board een minimumleeftijd toe om naar het concert te gaan (18 jaar). De tickets dat de jongeren al hadden bemachtigd werden nadien terugbetaald. De religieuze groepen waren nadien toch al wat opgelucht omdat het concert nu geen jongeren meer kon beschadigen. Ondanks opstanden in Zuid-Korea werd het concert na afloop toch met veel lof onthaald. Zo schreef Korea-Times dat het een zeer vermakelijke show was met indrukwekkende zang- en dansprestaties. Ze waren ook enthousiast over het decor en de kostuums die gedragen werden.

### Filipijnen
Veel inwoners van de Filipijnen gingen in protest omdat iemand dat antichristelijkheid promoot naar het land kwam. De inwoners hadden vooral veel kritiek op de video van "Judas", waarover ze zeggen dat Lady Gaga met Jezus spot. De aartsbisschop zei dat als de mensen gaan kijken naar haar concert, ze zich samenvoegen met de duivelaanbidding. Bisschop Arturo Bastes zei ook dat ze goddeloosheid promoot en dat het een schande is voor elke religie. Bisschop Broderick Pabillo wilde dat de show werd verboden. Katholieke woordvoerster Henrietta de Villa pleitte ook dat het concert niet mocht doorgaan. Benny Abante (een voormalig congreslid) zei dat Lady Gaga een icoon is als het over ontheiliging en goddeloosheid gaat. Zoals de tekst en videoclip van "Judas" waar Lady Gaga werkelijk met Jezus spot. Ze vinden dat Lady Gaga bewegingen en gebaren maakt dat niet geschikt zijn voor het openbaar. Abante had al een groot probleem met de videoclip van "Judas" maar ook "Born This Way" vond hij niet kunnen. Ook dit schaadde de bevolking volgens hem. Hij zei ook dat als Lady Gaga "Judas" op haar concert zou zingen dat ze verder zouden gaan met de concertorganisatoren. De voormalige burgemeester zei tijdens een bijeenkomst dat Lady Gaga waarschijnlijk geen ongepast gedrag zou tonen op haar concert. Na vele bijeenkomsten en nadat vele mensen de voor- en nadelen zeiden, werden er op 19 augustus 2012 opnieuw protesten gevoerd zodat Lady Gaga niet naar hun land zou komen. Maar ondanks alle protesten werd er nog een datum toegevoegd omdat de ticketverkoop zo goed liep. Op 20 mei verzamelden 500 christenen voor de concertzaal en ze zeiden: "We zijn een vredelievend volk, ons doel is niet om elke vorm van geweld of vernieling te gebruiken om aandacht te krijgen... We blijven gewoon bij ons standpunt tegen de godslasterlijke liedjes en video's van Lady Gaga. We willen niet dat jonge mensen worden beïnvloed. Na de eerste show vertelde de burgemeester dat het tweede concert kon doorgaan omdat ze geen naaktheid gebruikte. Tijdens de tweede show zei ze voor "Hair" dat ze ervan bewust was over de problemen over haar beeld en muziek. Ze benadrukte ook dat ze alle soort mensen, de religie en meningen respecteert. Maar ze zei wel dat ze niet om kan gaan met homohaat. Nadien zei ze ook dat ze graag positief blijft en ze dit ook wil verspreiden. Dit werd door het publiek met luid applaus onthaald.

### Indonesië
De grootste protesten tegen The Born This Way Ball Tour kwamen uit Indonesië. Daar trad Lady Gaga op 3 juni 2012 op in het Bung Karno Stadion. Ulema Raad Cholil Ridwan, de voorzitter van de kerken van de Islam, zei dat Lady Gaga van plan was om de volledige natie te vernietigen. Hij benadrukte ook dat Lady Gaga het satanisme bevorderde. De voorzitter van de IDF, Salim Alatas, verklaarde: "Ze is een vulgaire zangeres die alleen een slipje draagt en een beha als ze zingt. Hij ging verder: "We zullen ervoor zorgen dat Gaga geen voet op land zet in Indonesië want haar vulgaire stijl, onfatsoenlijke kleding zal de kinderen schaden. Ze is heel gevaarlijk". Hij benadrukte dat ze dan ook fysiek geweld zullen gebruiken zodat ze geen voet aan wal kan zetten en als het concert toch doorgaat zouden ze moslims naar het stadion zenden om het concert te stoppen. De Indonesische politie zou er uiteindelijk voor zorgen dat de show door zou gaan. Er kunnen ook eisen gesteld worden om zo haar kleding, teksten en muziek aan te passen zodat het concert toch nog kan door gaan in Jakarta. De lokale promotor van het concert, die beweerde dat er al 30.000 van de 40.000 tickets verkocht waren, wilde dan ook dat de show werd aangepast zodat het toch allemaal kan doorgaan. Het Defender Team in Indonesië had nadien gezegd dat ze hoopten dat het concert dan niet doorging omdat er zo geen conflicten konden bestaan tussen de moslims en de Gaga fans. De Indonesische Ulema Raad moest opnieuw haar afkeuring doorzoeken en als de Raad en de Religieuze Zaken van Ministerie akkoord ging met de afkeuring ging het concert niet door. Vele moslims kwamen nadien samen om actie te voeren om de politie te laten zien dat Lady Gaga niet welkom is. Op 24 mei 2012 vertelden de verslaggevers dat de I.D.F. 150 tickets hadden gekocht. Ze beweerden zo de een risico te nemen en het concert te laten stoppen zonder dat de toeschouwers er last van zouden hebben. Een I.D.F. lid beweerde zelfs het podium in brand te steken. Op 25 mei 2012, zei een woordvoerder van de politie dat ze een overeenstemming verwachtte tussen de initiatiefnemers van Big Daddy om het concert te laten doorgaan met grote aanpassingen zoals aan kleding. Ook popsterren zoals Beyoncé en The Pussycat Dolls werden toegestaan in het land maar ook zij maakten grote aanpassingen voor hun show. Op 27 mei 2012 werd beslist dat het concert niet door zou gaan en dat voor de veiligheid van Lady Gaga en de toeschouwers. Habib Salim Alatas, een lid van I.D.F. maakte duidelijk dat dat een geschenk van God was en dat God de Indonesiërs hadden beschermd tegen de duivel.

### Thailand
In Bangkok ontstond veel oproer doordat Lady Gaga had getweet: "I just landed in Bangkok! Ready for 50,000 screaming Thai monsters. I wanna get lost in a lady market and buy fake Rolex." ("Ik ben zojuist geland in Bangkok! Klaar voor 50.000 schreeuwende Thaise monsters. Ik ga eerst naar een winkel om een valse Rolex te kopen."). Vele fans zeiden nadien dat Lady Gaga een racist was.

## Commercieel
De tournee werd in Azië en Australië een enorm succes. De tickets voor Oceanië werden te koop gesteld op 17 februari. Kort daarna waren de twee concerten in Nieuw-Zeeland uitverkocht. Door het grote succes werden in Australië negen extra shows gegeven. In Hong Kong (Azië) waren de tickets in drie uur uitverkocht. Er werden dan ook drie extra concerten meer gepland. Ook in Jakarta (de show die niet doorging) waren de tickets in twee uur uitverkocht.
In het Verenigd Koninkrijk, Europa werd er een concert gepland in Londen in het Twickenham Stadion en in Manchester. In Londen waren alle 75.000 tickets verkocht in minder dan één minuut. Daardoor werd er in Londen een concert extra gepland. In Manchester waren alle tickets verkocht in 10 minuten. De concerten in Amsterdam waren beide niet uitverkocht en waren er veel lege vakken te zien. Deze trend zette zich voort in een hoop andere Europese steden.
Ook in Afrika was de vraag naar tickets groot. Wanneer de tickets te kopen kwamen voor de twee shows crashte de website waar je online tickets kon bestellen.
In Zuid-Amerika was de belangstelling veel minder en werden er in aan aantal steden gratis tickets weggegeven (via onder andere de optie '2 voor 1').
Lady Gaga zegde 4 concerten af in Detroit en Chicago vanwege gewrichtspijn. Later is de rest van de tour geannuleerd wegens het breken van Gaga's heup tijdens een concert in Montreal. Eerst zouden deze shows later op nieuw gegeven worden op een andere datum, maar omdat haar heup zo ernstig beschadigd was werd ervoor gekozen deze concerten definitief te annuleren.

## Voorprogramma's
- Zedd (Azië)
- Lady Starlight (Europa, Oceanië, Afrika, Zuid-Amerika, Noord-Amerika)
- The Darkness (Europa, Afrika, Zuid-Amerika, bepaalde data)
- DJ White Shadow (Noord-Amerika)
- Von Smith (Brisbane)
- DJ Melissa O (Costa Rica)
- DJ Fabrício Peçanha (Porto Alegre)
- DIVA (Paraguay)

## Setlist

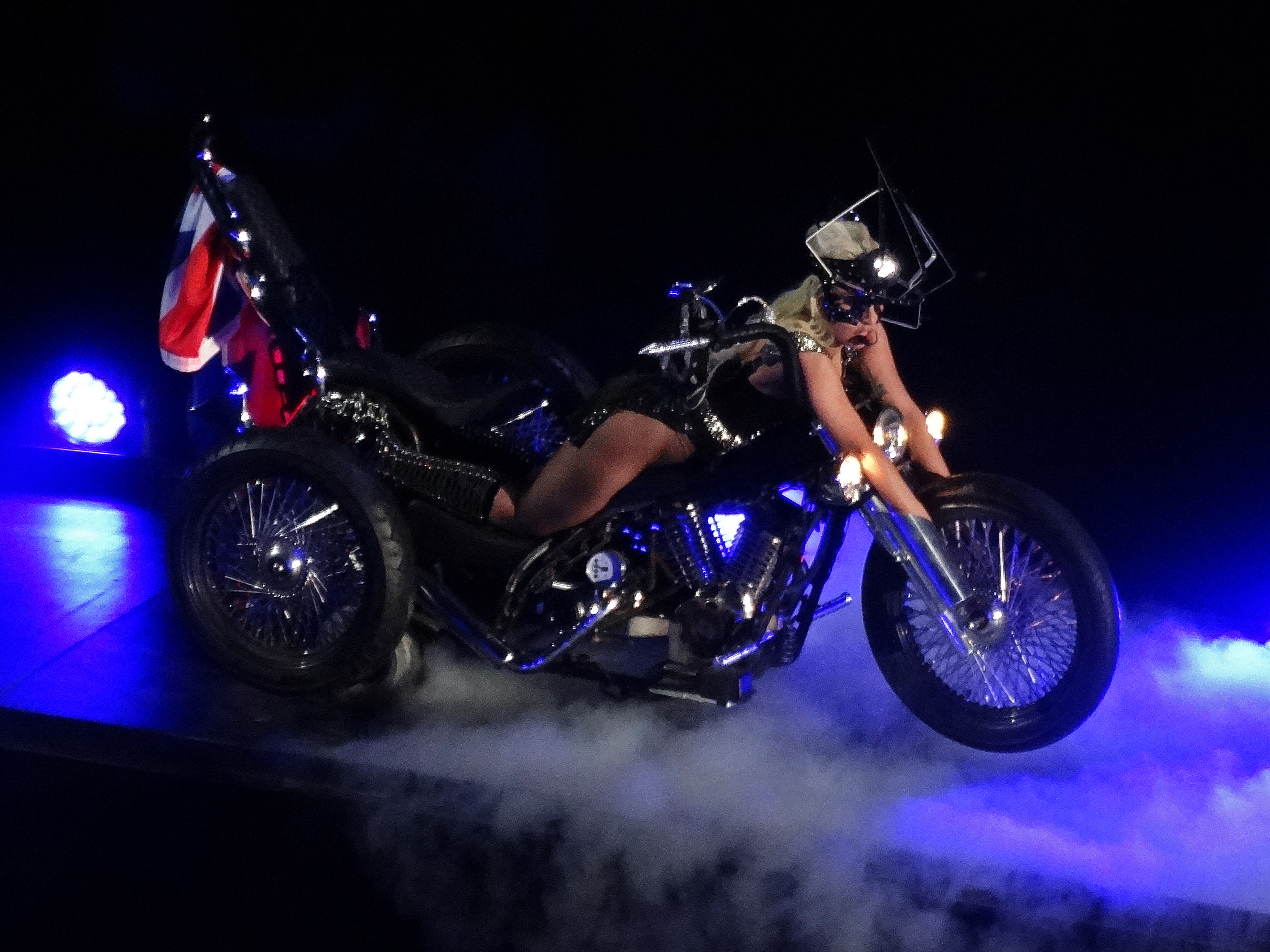
Lady Gaga tijdens "Heavy Metal Lover".

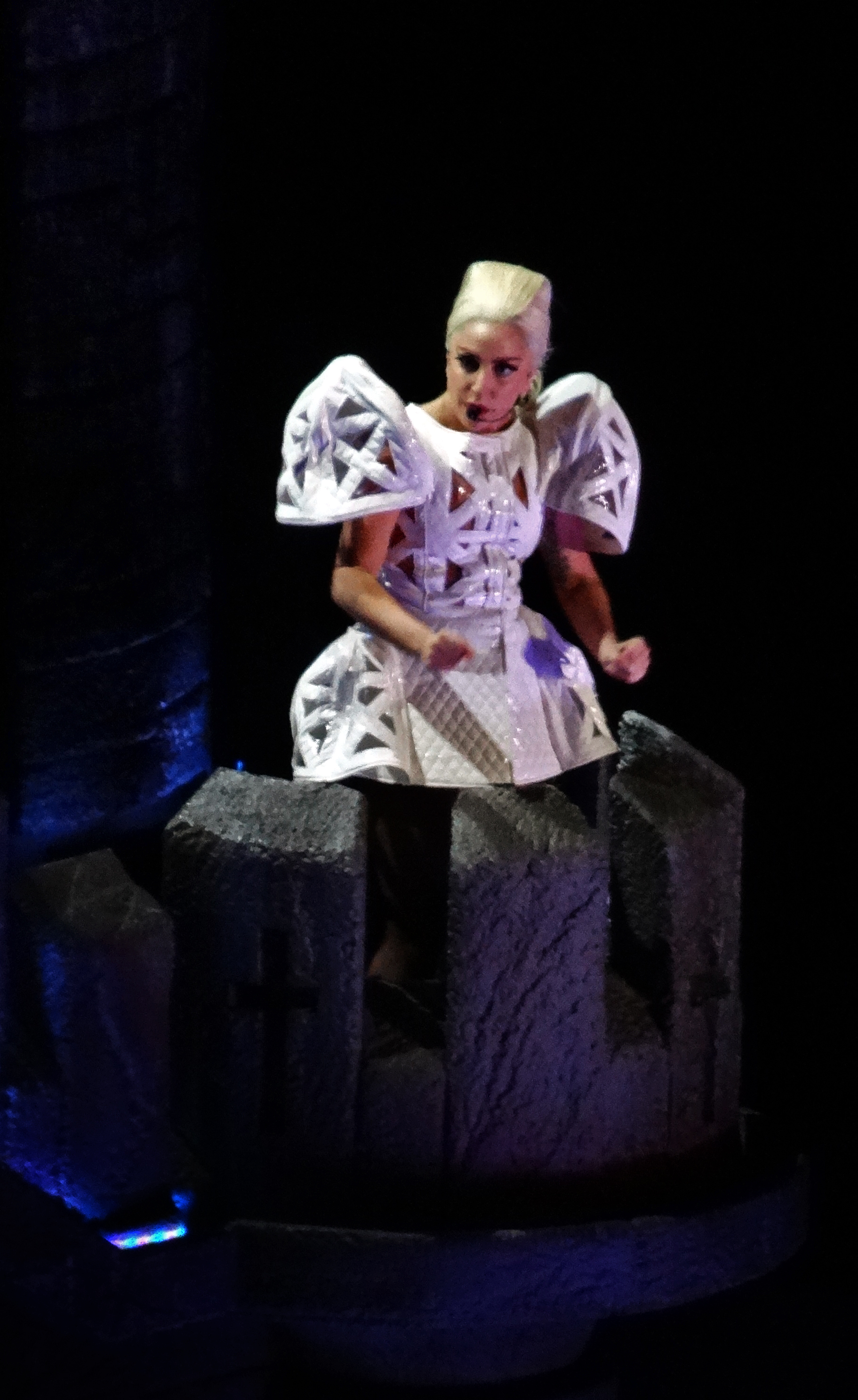
Lady Gaga tijdens "Judas".

### 2012
1. Highway Unicorn (Road to Love)
2. Government Hooker
3. Born This Way
4. Black Jesus † Amen Fashion
5. Bloody Mary
6. Bad Romance
7. Judas
8. Fashion of His Love
9. Just Dance
10. LoveGame
11. Telephone
12. Heavy Metal Lover
13. Bad Kids
14. Hair
15. Princess Die
16. Yoü and I
17. Electric Chapel
18. Americano
19. Poker Face
20. Alejandro
21. Paparazzi
22. Scheiße

Encore
1. The Edge of Glory
2. Marry the Night

### 2013
1. Highway Unicorn (Road to Love)
2. Government Hooker
3. Born This Way
4. Black Jesus † Amen Fashion
5. Bloody Mary
6. Bad Romance
7. Judas
8. Fashion of His Love
9. Just Dance
10. LoveGame
11. Telephone
12. Hair
13. Electric Chapel
14. Heavy Metal Lover
15. Bad Kids
16. The Queen
17. Yoü and I
18. Born This Way (piano versie)
19. Americano
20. Poker Face
21. Alejandro
22. Paparazzi
23. Scheiße

Encore
1. The Edge of Glory
2. Marry the Night

## Tourneeschema
| Datum             | Stad             | Land                | Locatie                                    |
| Azië              | Azië             | Azië                | Azië                                       |
| ----------------- | ---------------- | ------------------- | ------------------------------------------ |
| 27 april 2012     | Seoel            | Zuid-Korea          | Olympic Stadium                            |
| 2 mei 2012        | Chek Lap Kok     | Hongkong            | AsiaWorld–Arena                            |
| 3 mei 2012        | Chek Lap Kok     | Hongkong            | AsiaWorld–Arena                            |
| 5 mei 2012        | Chek Lap Kok     | Hongkong            | AsiaWorld–Arena                            |
| 7 mei 2012        | Chek Lap Kok     | Hongkong            | AsiaWorld–Arena                            |
| 10 mei 2012       | Tokio            | Japan               | Saitama Super Arena                        |
| 12 mei 2012       | Tokio            | Japan               | Saitama Super Arena                        |
| 13 mei 2012       | Tokio            | Japan               | Saitama Super Arena                        |
| 17 mei 2012       | Taipei           | Taiwan              | Nangan World Trade Center                  |
| 18 mei 2012       | Taipei           | Taiwan              | Nangan World Trade Center                  |
| 21 mei 2012       | Manilla          | Filipijnen          | Mall of Asia Arena                         |
| 22 mei 2012       | Manilla          | Filipijnen          | Mall of Asia Arena                         |
| 25 mei 2012       | Bangkok          | Thailand            | Rajamangala National Stadium               |
| 28 mei 2012       | Kallang          | Singapore           | Singapore Indoor Stadium                   |
| 29 mei 2012       | Kallang          | Singapore           | Singapore Indoor Stadium                   |
| 31 mei 2012       | Kallang          | Singapore           | Singapore Indoor Stadium                   |
| 3 juni 2012       | Centraal-Jakarta | Indonesië           | Gelora Bung Karno Main Stadium             |
| Oceanië           |                  |                     |                                            |
| 7 juni 2012       | Auckland         | Nieuw-Zeeland       | Vector Arena                               |
| 8 juni 2012       | Auckland         | Nieuw-Zeeland       | Vector Arena                               |
| 10 juni 2012      | Auckland         | Nieuw-Zeeland       | Vector Arena                               |
| 13 juni 2012      | Brisbane         | Australië           | Brisbane Entertainment Centre              |
| 14 juni 2012      | Brisbane         | Australië           | Brisbane Entertainment Centre              |
| 16 juni 2012      | Brisbane         | Australië           | Brisbane Entertainment Centre              |
| 20 juni 2012      | Sydney           | Australië           | Allphones Arena                            |
| 21 juni 2012      | Sydney           | Australië           | Allphones Arena                            |
| 23 juni 2012      | Sydney           | Australië           | Allphones Arena                            |
| 24 juni 2012      | Sydney           | Australië           | Allphones Arena                            |
| 27 juni 2012      | Melbourne        | Australië           | Rod Laver Arena                            |
| 28 juni 2012      | Melbourne        | Australië           | Rod Laver Arena                            |
| 30 juni 2012      | Melbourne        | Australië           | Rod Laver Arena                            |
| 1 juli 2012       | Melbourne        | Australië           | Rod Laver Arena                            |
| 3 juli 2012       | Melbourne        | Australië           | Rod Laver Arena                            |
| 7 juli 2012       | Perth            | Australië           | Burswood Dome                              |
| 8 juli 2012       | Perth            | Australië           | Burswood Dome                              |
| Europa            |                  |                     |                                            |
| 14 augustus 2012  | Sofia            | Bulgarije           | Arena Armeec Sofia                         |
| 16 augustus 2012  | Boekarest        | Roemenië            | Piaţa Constituţiei                         |
| 18 augustus 2012  | Wenen            | Oostenrijk          | Wiener Stadthalle                          |
| 21 augustus 2012  | Vilnius          | Litouwen            | Vingis Park                                |
| 23 augustus 2012  | Riga             | Letland             | Riga Mežaparks                             |
| 25 augustus 2012  | Tallinn          | Estland             | Tallinn Song Festival Grounds              |
| 27 augustus 2012  | Helsinki         | Finland             | Hartwall Areena                            |
| 28 augustus 2012  | Helsinki         | Finland             | Hartwall Areena                            |
| 30 augustus 2012  | Stockholm        | Zweden              | Ericsson Globe                             |
| 31 augustus 2012  | Stockholm        | Zweden              | Ericsson Globe                             |
| 2 september 2012  | Kopenhagen       | Denemarken          | Parken Stadium                             |
| 4 september 2012  | Keulen           | Duitsland           | Lanxess Arena                              |
| 5 september 2012  | Keulen           | Duitsland           | Lanxess Arena                              |
| 8 september 2012  | Londen           | Verenigd Koninkrijk | Twickenham Stadium                         |
| 9 september 2012  | Londen           | Verenigd Koninkrijk | Twickenham Stadium                         |
| 11 september 2012 | Manchester       | Verenigd Koninkrijk | Manchester Evening News Arena              |
| 15 september 2012 | Dublin           | Ierland             | Aviva Stadium                              |
| 17 september 2012 | Amsterdam        | Nederland           | Ziggo Dome                                 |
| 18 september 2012 | Amsterdam        | Nederland           | Ziggo Dome                                 |
| 20 september 2012 | Berlijn          | Duitsland           | O2 World Berlin                            |
| 22 september 2012 | Parijs           | Frankrijk           | Stade de France                            |
| 24 september 2012 | Hannover         | Duitsland           | TUI Arena                                  |
| 26 september 2012 | Zürich           | Zwitserland         | Hallenstadion Zurich                       |
| 27 september 2012 | Zürich           | Zwitserland         | Hallenstadion Zurich                       |
| 29 september 2012 | Antwerpen        | België              | Sportpaleis                                |
| 30 september 2012 | Antwerpen        | België              | Sportpaleis                                |
| 2 oktober 2012    | Milan            | Italië              | Mediolanum Forum                           |
| 3 oktober 2012    | Nice             | Frankrijk           | Palais Nikaia                              |
| 4 oktober 2012    | Nice             | Frankrijk           | Palais Nikaia                              |
| 6 oktober 2012    | Barcelona        | Spanje              | Palau Sant Jordi                           |
| Noord-Amerika     |                  |                     |                                            |
| 26 oktober 2012   | Mexico-Stad      | Mexico              | Foro Sol                                   |
| 30 oktober 2012   | San Juan         | Puerto Rico         | Coliseo de Puerto Rico José Miguel Agrelot |
| 31 oktober 2012   | San Juan         | Puerto Rico         | Coliseo de Puerto Rico José Miguel Agrelot |
| 3 november 2012   | San José         | Costa Rica          | Estadio Nacional de Costa Rica             |
| Zuid-Amerika      |                  |                     |                                            |
| 6 november 2012   | Bogotá           | Colombia            | Estadio El Campín                          |
| 9 november 2012   | Rio de Janeiro   | Brazilië            | Parque Dos Atletas                         |
| 11 november 2012  | São Paulo        | Brazilië            | Estádio do Morumbi                         |
| 13 november 2012  | Porto Alegre     | Brazilië            | FIERGS Parking Lot                         |
| 16 november 2012  | Buenos Aires     | Argentinië          | River Plate Stadium                        |
| 20 november 2012  | Santiago         | Chili               | Estadio Nacional de Chile                  |
| 23 november 2012  | Lima             | Peru                | Estadio Nacional (Lima)                    |
| Afrika            |                  |                     |                                            |
| 30 november 2012  | Johannesburg     | Zuid-Afrika         | Soccer City                                |
| 3 december 2012   | Kaapstad         | Zuid-Afrika         | Cape Town Stadium                          |
| Europa            |                  |                     |                                            |
| 6 december 2012   | Bærum            | Noorwegen           | Telenor Arena                              |
| 9 december 2012   | Sint-Petersburg  | Rusland             | Petersburg Sports and Concert Complex      |
| 12 december 2012  | Moskou           | Rusland             | Moscow Olympic Stadium                     |
| Noord-Amerika     |                  |                     |                                            |
| 11 januari 2013   | Vancouver        | Canada              | Rogers Arena                               |
| 12 januari 2013   | Vancouver        | Canada              | Rogers Arena                               |
| 14 januari 2013   | Tacoma           | Verenigde Staten    | Tacoma Dome                                |
| 15 januari 2013   | Portland         | Verenigde Staten    | Rose Garden Arena                          |
| 17 januari 2013   | San Jose         | Verenigde Staten    | HP Pavilion                                |
| 20 januari 2013   | Los Angeles      | Verenigde Staten    | Staples Center                             |
| 21 januari 2013   | Los Angeles      | Verenigde Staten    | Staples Center                             |
| 23 januari 2013   | Phoenix          | Verenigde Staten    | US Airways Center                          |
| 25 januari 2013   | Las Vegas        | Verenigde Staten    | MGM Grand Garden Arena                     |
| 26 januari 2013   | Las Vegas        | Verenigde Staten    | MGM Grand Garden Arena                     |
| 29 januari 2013   | Dallas           | Verenigde Staten    | American Airlines Center                   |
| 31 januari 2013   | Houston          | Verenigde Staten    | Toyota Center                              |
| 2 februari 2013   | St. Louis        | Verenigde Staten    | Scottrade Center                           |
| 4 februari 2013   | Kansas City      | Verenigde Staten    | Sprint Center                              |
| 6 februari 2013   | St. Paul         | Verenigde Staten    | Xcel Energy Center                         |
| 8 februari 2013   | Toronto          | Canada              | Air Canada Centre                          |
| 9 februari 2013   | Toronto          | Canada              | Air Canada Centre                          |
| 11 februari 2013  | Montreal         | Canada              | Bell Centre                                |

Geannuleerde en verplaatste shows
| 3 juni 2012         | Centraal-Jakarta, Indonesië        | Gelora Bung Karno Main Stadium | Geannuleerd                                                              |
| 14 augustus 2012    | Sofia, Bulgarije                   | Vasil Levski National Stadium  | Verplaatst naar het Arena Armeec Sofia                                   |
| 16 augustus 2012    | Boekarest, Roemenië                | Arena Națională                | Verplaatst naar het Piaţa Constituţiei                                   |
| 3 oktober 2012      | Nice, Frankrijk                    | Stade Charles-Ehrmann          | Verplaatst naar de Palais Nikaia (plus een extra show op 4 oktober 2012) |
| 13/14 februari 2013 | Chicago, Verenigde Staten          | United Center                  | Geannuleerd wegens heupblessure.                                         |
| 16 februari, 2013   | Detroit, Verenigde Staten          | The Palace of Auburn Hills     | Geannuleerd wegens heupblessure.                                         |
| 17 februari, 2013   | Hamilton, Canada                   | Copps Coliseum                 | Geannuleerd wegens heupblessure.                                         |
| 19 februari, 2013   | Philadelphia, Verenigde Staten     | Wells Fargo Center             | Geannuleerd wegens heupblessure.                                         |
| 20 februari, 2013   | Philadelphia, Verenigde Staten     | Wells Fargo Center             | Geannuleerd wegens heupblessure.                                         |
| 22 februari, 2013   | New York, Verenigde Staten         | Madison Square Garden          | Geannuleerd wegens heupblessure.                                         |
| 23 februari, 2013   | New York, Verenigde Staten         | Madison Square Garden          | Geannuleerd wegens heupblessure.                                         |
| 25 februari, 2013   | Washington, D.C., Verenigde Staten | Verizon Center                 | Geannuleerd wegens heupblessure.                                         |
| 27 februari, 2013   | Boston, Verenigde Staten           | TD Garden                      | Geannuleerd wegens heupblessure.                                         |
| 2 maart, 2013       | University Park, Verenigde Staten  | Bryce Jordan Center            | Geannuleerd wegens heupblessure.                                         |
| 3 maart, 2013       | Uncasville, Verenigde Staten       | Mohegan Sun Arena              | Geannuleerd wegens heupblessure.                                         |
| 6 maart, 2013       | New York, Verenigde Staten         | Barclays Center                | Geannuleerd wegens heupblessure.                                         |
| 7 maart, 2013       | New York, Verenigde Staten         | Barclays Center                | Geannuleerd wegens heupblessure.                                         |
| 10 maart, 2013      | Nashville, Verenigde Staten        | Bridgestone Arena              | Geannuleerd wegens heupblessure.                                         |
| 11 maart, 2013      | Atlanta, Verenigde Staten          | Philips Arena                  | Geannuleerd wegens heupblessure.                                         |
| 13 maart, 2013      | Tampa, Verenigde Staten            | Tampa Bay Times Forum          | Geannuleerd wegens heupblessure.                                         |
| March 15, 2013      | Fort Lauderdale, Verenigde Staten  | BB&T Center                    | Geannuleerd wegens heupblessure.                                         |
| March 16, 2013      | Miami, Verenigde Staten            | American Airlines Arena        | Geannuleerd wegens heupblessure.                                         |
| 10 maart, 2013      | Greensboro, Verenigde Staten       | Greensboro Coliseum            | Geannuleerd wegens heupblessure.                                         |
| 20 maart, 2013      | Tulsa, Verenigde Staten            | BOK Center                     | Geannuleerd wegens heupblessure.                                         |

## Fotogalerij van het concert

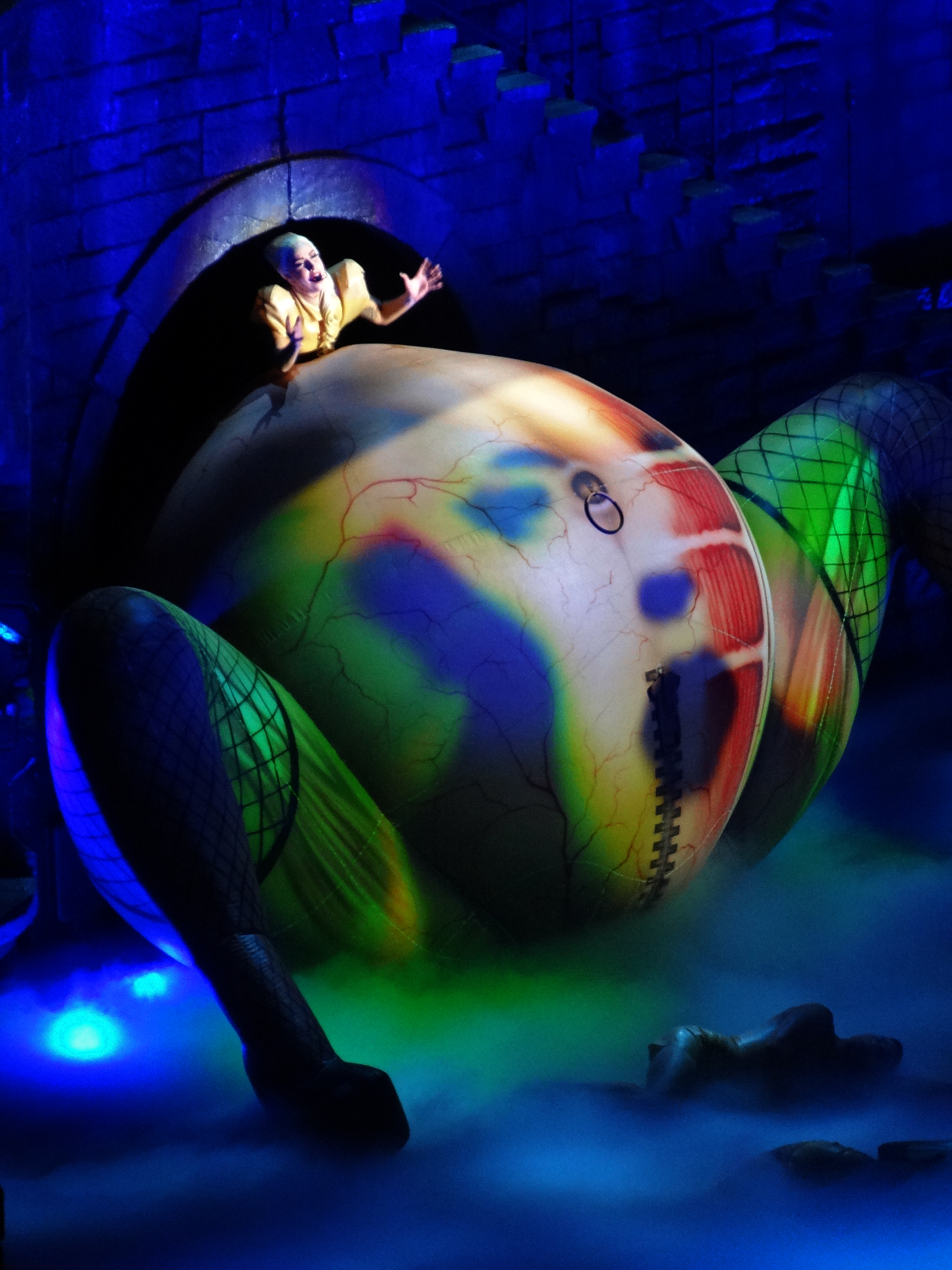
Lady Gaga tijdens de spraakmakende bevallingscène
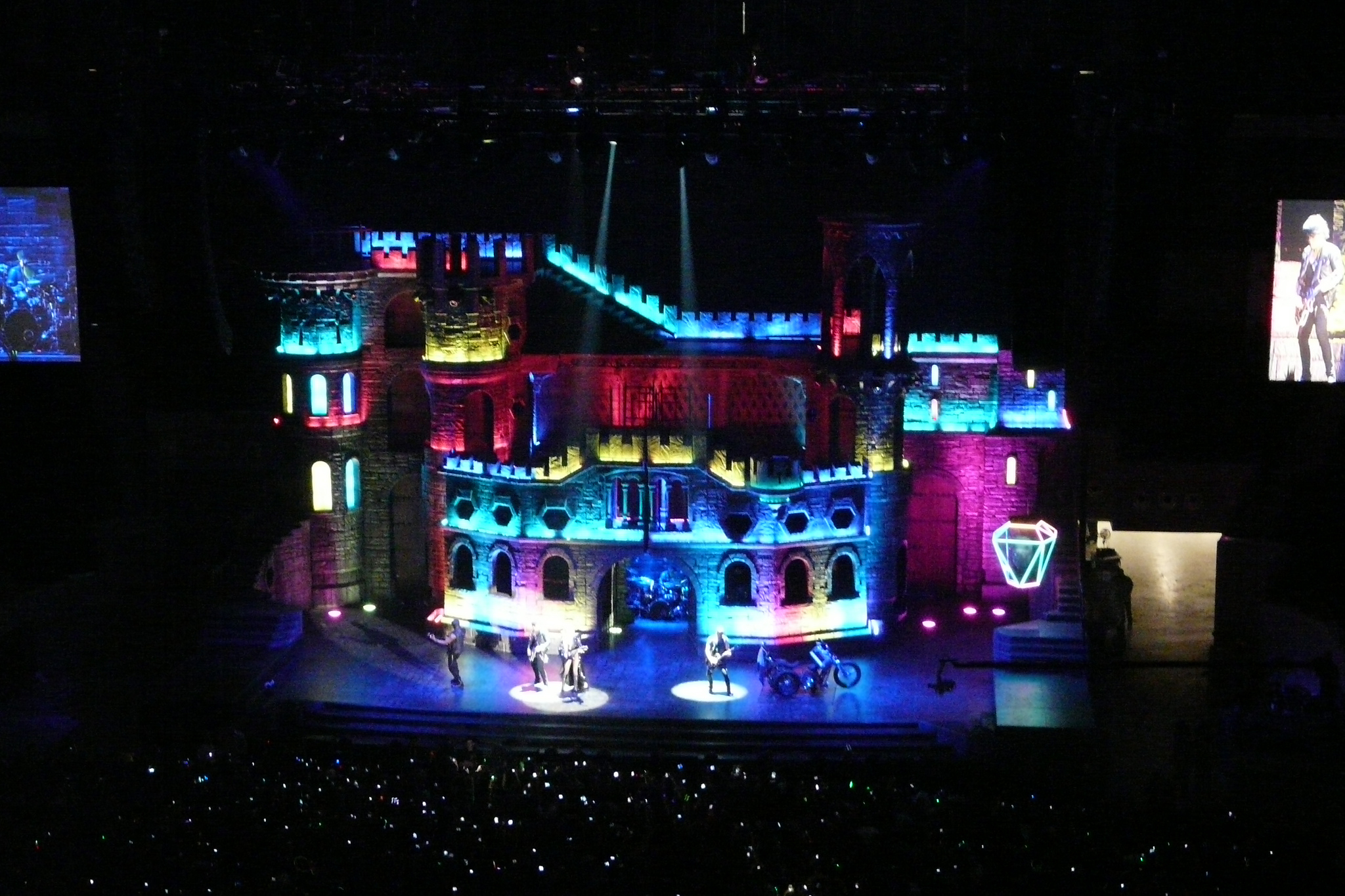
Het podium in de vorm van een kasteel tijdens de tournee
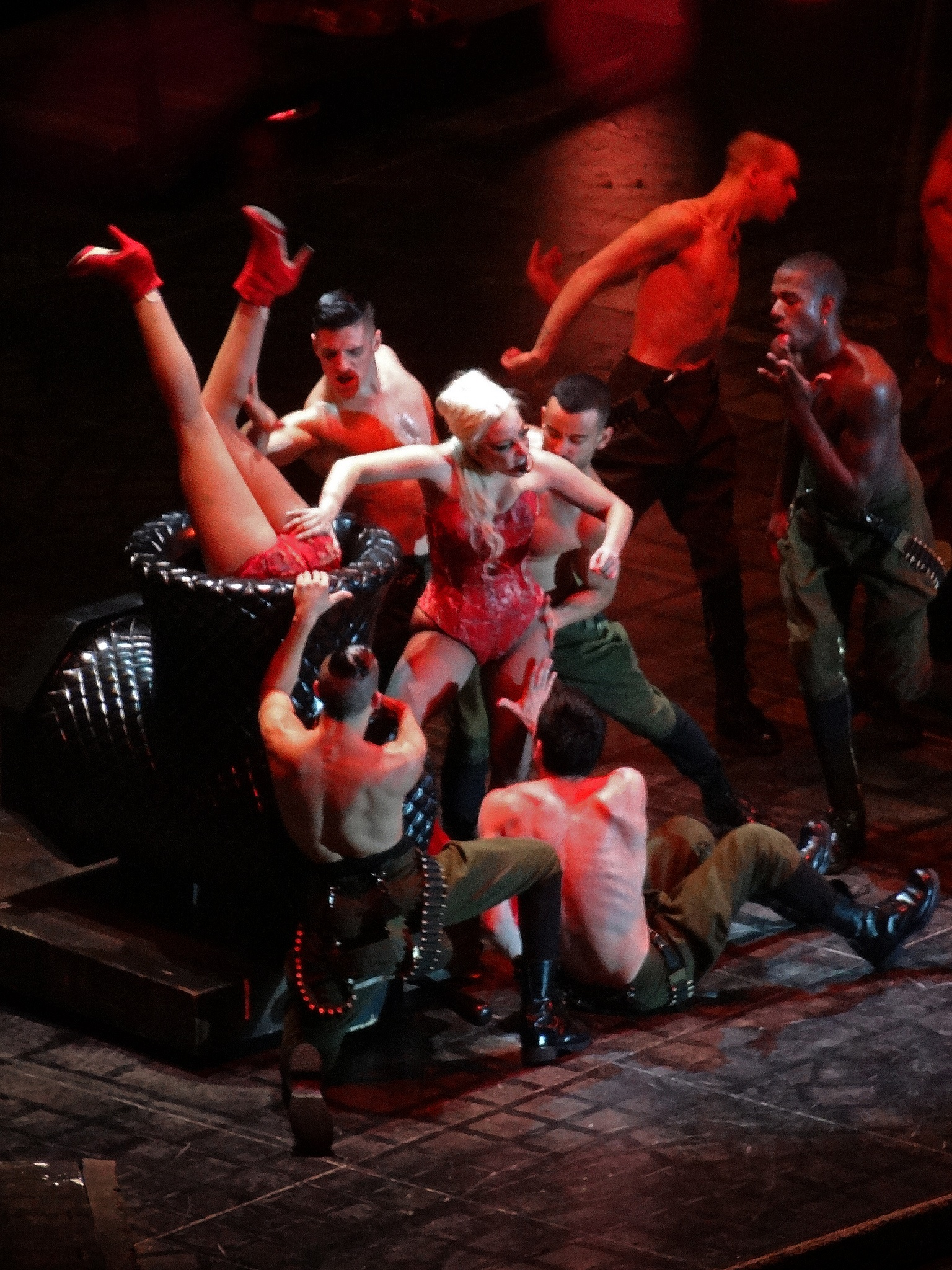
Lady Gaga tijdens "Poker Face" met de vleesmolens